# Derivada logarítmica
Na matemática, especificamente cálculo e análise complexa, a derivada logarítmica de uma função é definida pela fórmula:
{\displaystyle {\frac {f'}{f}}\!}, onde {\displaystyle f'} é a derivada de {\displaystyle f}
Nestas condições, muitas propriedades básicas do logaritmo também são válidas para essa condição, ainda quando a função não toma valores reais positivos. Algumas destas identidades são:
{\displaystyle (\log uv)'=(\log u+\log v)'=(\log u)'+(\log v)'.\!}
{\displaystyle {\frac {(uv)'}{uv}}={\frac {u'v+uv'}{uv}}={\frac {u'}{u}}+{\frac {v'}{v}}.\!}
{\displaystyle {\frac {(1/u)'}{1/u}}={\frac {-u'/u^{2}}{1/u}}=-{\frac {u'}{u}},\!}

## Demonstração da derivada logarítmica
Considerando uma função logarítmica do logaritmo natural {\displaystyle f(x)=\ln(x)}, vamos provar que sua derivada é a {\displaystyle f'(x)={\frac {1}{x}}}.

O logaritmo natural de t é a área hachurada do gráfico da função f(x) = 1/x.

Utilizando o conceito de derivada, temos que:
{\displaystyle f'(x)=\lim _{h\to 0}{\frac {f(x+h)-f(x)}{h}}=\lim _{h\to 0}{\frac {\ln(x+h)-\ln(x)}{h}}}
Uma das propriedades dos logaritmos transforma uma diferença de logaritmos em quociente, assim:
{\displaystyle f'(x)=\lim _{h\to 0}{\frac {1}{h}}\ln \left({\frac {x+h}{x}}\right)}
Utilizando a propriedade dos expoentes dos logaritmo fazemos:
{\displaystyle f'(x)=\lim _{h\to 0}\ln \left({\frac {x+h}{x}}\right)^{1/h}}
{\displaystyle f'(x)=\lim _{h\to 0}\ln \left(1+{\frac {h}{x}}\right)^{1/h}}
Aplicando uma mudança de variável 
{\displaystyle {\frac {h}{x}}=t} → {\displaystyle h=xt}
Observamos que, quando h→0, então t→0. Essa troca é equivalente e não altera o limite. Desta forma:
{\displaystyle f'(x)=\lim _{t\to 0}\ln(1+t)^{1/xt}}
{\displaystyle f'(x)=\lim _{t\to 0}[\ln(1+t)^{1/t}]^{1/x}}
No entanto, do limite fundamental exponencial, sabemos que 
{\displaystyle \lim _{t\to 0}(1+t)^{1/t}=e}
Logo:
{\displaystyle f'(x)=\ln(e)^{1/x}={\frac {1}{x}}\ln(e)}
Mas, {\displaystyle \ln(e)=1} , portanto :
{\displaystyle f'(x)={\frac {1}{x}}.}